# Punta Grober
La Punta Grober (3 497 m s.l.m.) è una montagna che fa parte delle Alpi del Monte Rosa nelle Alpi Pennine. Si trova in Piemonte tra la Valsesia e la Valle Anzasca.

## Caratteristiche

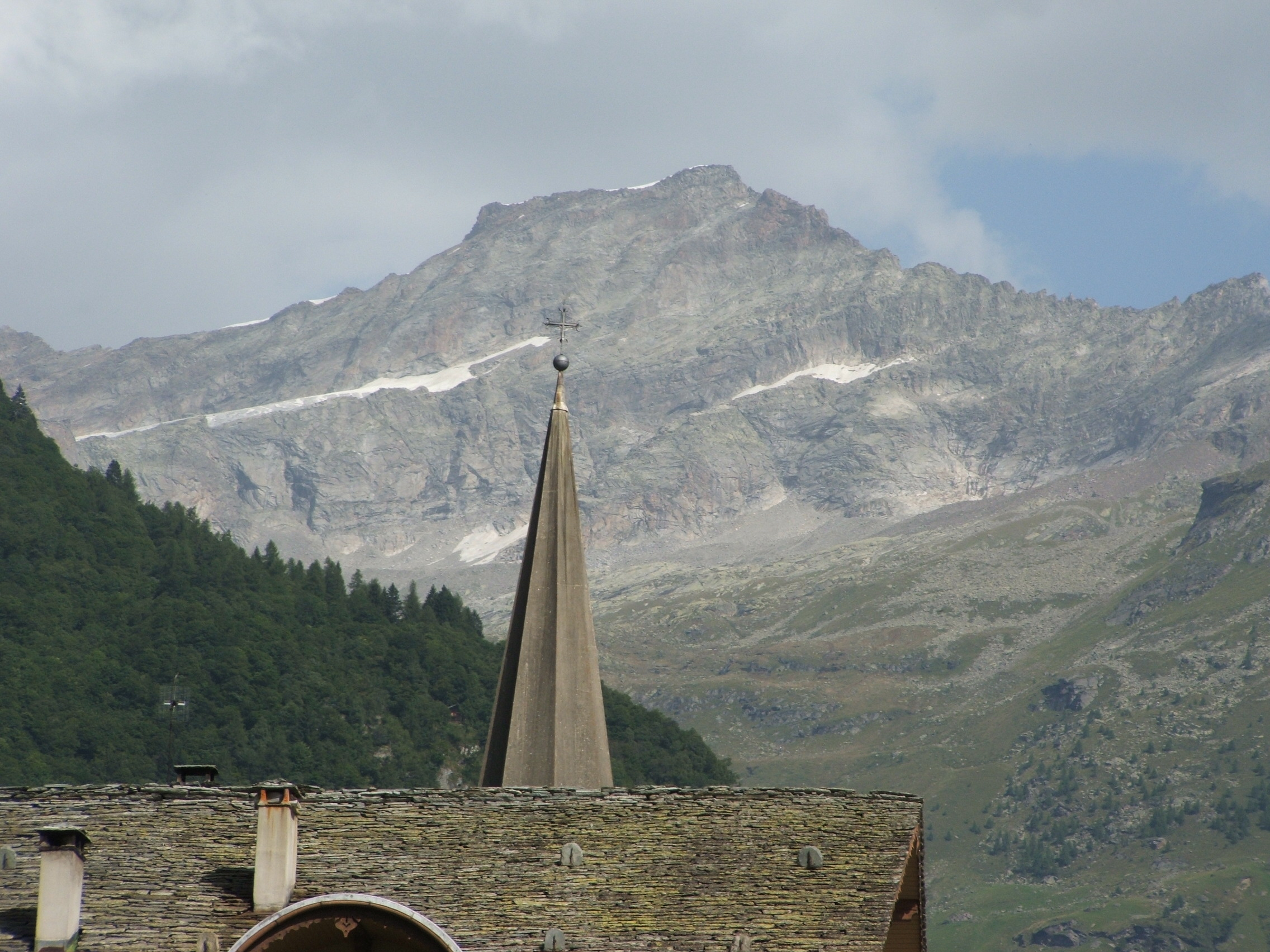
La Punta Grober vista da Alagna Valsesia

La montagna è posta lungo il crinale che scende dalla Punta Gnifetti e separa le due valli; si alza tra il Colle delle Locce, 3334 m; e il Colle di Flua, 3153 m. La punta Grober è l'unica cima del Monte Rosa visibile da Alagna Valsesia; il versante Valsesiano (Sud) è una solida parete rocciosa semi-granitica quasi verticale, interrotta da una piana in cui è situato il ghiacciaio Sud delle Locce, in forte ritirata; alla base della parete era presente il piccolo Ghiacciaio di Flua, ormai scomparso. Il versante di Macugnaga (Nord) è invece un insieme di crepacci e seracchi che termina poco più in alto del Lago delle Locce. N'è preclusa la vista dal paese, perché nascosta dietro i contrafforti del Pizzo Nero. C'è un terzo versante meno sviluppato (Est) che è visibile in Val Quarazzola, anche qui è situato un piccolo ghiacciaio. Dalla vetta si gode un panorama ravvicinato sul versante sud-est del massiccio del monte Rosa e vasto su Valsesia, valle Anzasca e Valle d'Aosta.

## Storia
La vetta è intitolata ad Antonio Grober, alpinista che la salì dal versante di Alagna Valsesia il 3 settembre 1874. Lo accompagnavano l'amico Giuseppe Antonelli e la guida alpina Giuseppe Necer.

## Accesso alla vetta
Si può salire in cima partendo dal Rifugio Zamboni-Zappa in valle Anzasca con un itinerario su ghiacciaio abbastanza impegnativo, oppure più facilmente dal Rifugio Barba-Ferrero in Valsesia.
Sulla parete Valsesiana è presente una grossa bastionata rocciosa che si stacca dal corpo principale della vetta, quasi di natura strapiombante; qui sono state recentemente aperte diverse vie di roccia.

## Rifugi e Bivacchi
- Rifugio Zamboni-Zappa 2 070 m
- Rifugio Barba-Ferrero 2 247 m
- Rifugio Pastore 1575 m
- Rifugio Belvedere 1914 m
- Rifugio C.A.I. Saronno 1827 m
- Bivacco E. Lanti 2125 m
- Capanna Resegotti 3624 m